# 담주초등학교
담주초등학교는 대한민국 전라남도 담양군에 있는 공립 초등학교이다.

## 학교 연혁
- 1949년 11월 30일 무정국민학교 반룡분교장 설립
- 1952년 5월 23일 담주국민학교 개교
- 1981년 3월 1일 병설유치원 개원
- 1996년 3월 1일 담주초등학교로 개칭
- 1997년 12월 3일 현재 교사로 이전

## 참고 자료
- 담주초등학교 - 한국교육학술정보원 학교알리미